# Sedán
Sedán (o berlina) es un tipo de carrocería típica de un automóvil de turismo. Cuenta con tres volúmenes: motor, habitáculo y cajuela, donde la tapa de esta última no incluye la luneta trasera, por lo que este está fijo y la cajuela está separada de la cabina. La cajuela se extiende horizontalmente desde la parte inferior de la luneta trasera algunas decenas de centímetros hacia atrás. La cantidad de puertas es la de las laterales, prácticamente siempre dos o cuatro.
Los sedanes de dos puertas son denominados en algunos países como coach en tanto que en otros se les llama cupé, si bien es de una manera un poco errónea.[cita requerida]

## Ventajas

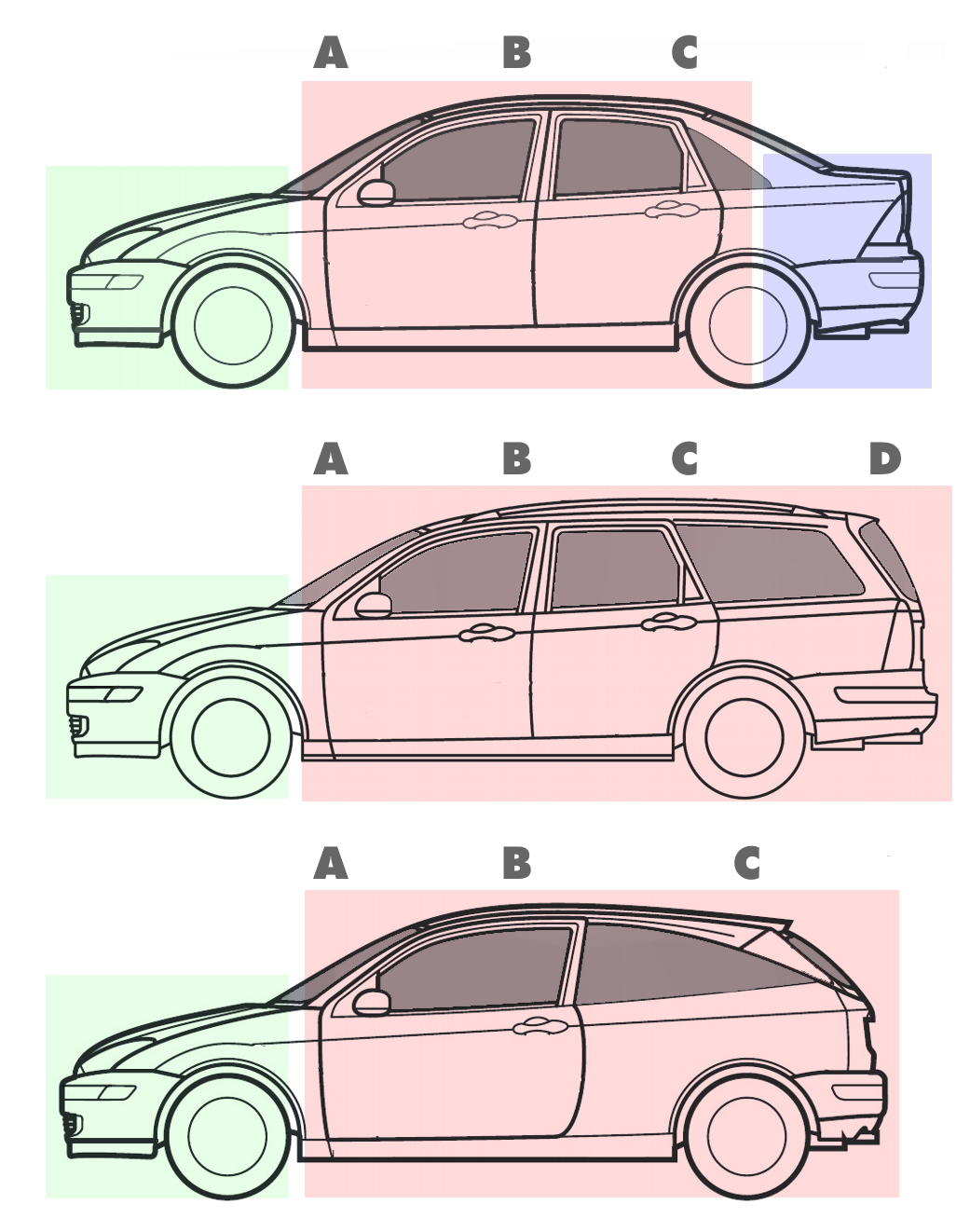
Diagrama de la plataforma de la primera generación del Ford Focus en sus variantes sedán (arriba), vagoneta (centro) y compacto (abajo).

Una berlina es estructuralmente más fácil de resolver que otras carrocerías, ya que la separación entre volúmenes hace que la carrocería sea más rígida. Esto era especialmente cierto cuando los sedanes no tenían asientos traseros abatibles, ya que había una mampara transversal rígida detrás de estos. No obstante, desde la aparición del Ford Orion en 1983, se han difundido los asientos traseros abatibles. Tienden a tener una buena estabilidad en carretera. Asimismo destacan por su insonorización, su comodidad en la conducción y su facilidad de maniobra. Su altura intermedia facilita el acceso y salida del vehículo.
Como el voladizo trasero es mayor que en un hatchback, la cajuela suele ser mucho mayor en un sedán, asemejándose al de un liftback o un familiar.
Comparativa entre el volumen de la cajuela de coches con carrocería sedán con respecto a la versión de cinco puertas (hatchback o liftback) de la que derivan (publicada en el número 1290 de la revista Autopista, abril de 1984):
- Opel Ascona Sedan, 13% más que Opel Ascona.
- Talbot Solara, 15% que el Talbot 150.
- Renault 9, 15% más que el Renault 11.
- Ford Orion, 20% más que el Ford Escort.
- Fiat Regata, 28% más que el Fiat Ritmo.
- Lancia Prisma, 42% más que el Lancia Delta.
- Renault 7, 46% más que el Renault 5.
- Opel Corsa TR, 47% más que Opel Corsa.
- Volkswagen Jetta, 50% más que Volkswagen Golf.

## Inconvenientes
Como por encima de la tapa de la cajuela queda una zona al aire libre, ese espacio se desperdicia y disminuye su aprovechamiento, sobre todo comparado con automóviles con portón trasero muy vertical. Además, debido a la luneta trasera fija, el hueco para introducir y retirar objetos es más pequeño que en automóviles con portón trasero. Por lo general tienen poca distancia al suelo por lo que tienen limitaciones para terrenos accidentados.[cita requerida]

## En la sociedad
En la mayoría de los países, los sedanes están psicológicamente vinculados con automóviles de alta gama, mientras que en algunas regiones los vehículos hatchback son considerados baratos e inferiores a los autos sedanes. Asimismo, en varios países son los coches de representación de los dignatarios y otras personalidades públicas.
No obstante, existen modelos de todo tamaño y a un precio accesible. Para los mercados de autos de flotilla o de uso continuo, como por ejemplo taxis, patrullas y vehículos de servicio público y general, siendo modelos atrasados de los vehículos recientes; esto como forma de reducir el costo de adquisición a los propietarios, aunque también pueden ser una suerte de vehículo fiable y accesible con mejor apariencia para una persona o familia de clase media, así como un lienzo en blanco para los aficionados al tuneo.[cita requerida]

Algunos ejemplos más representativos:
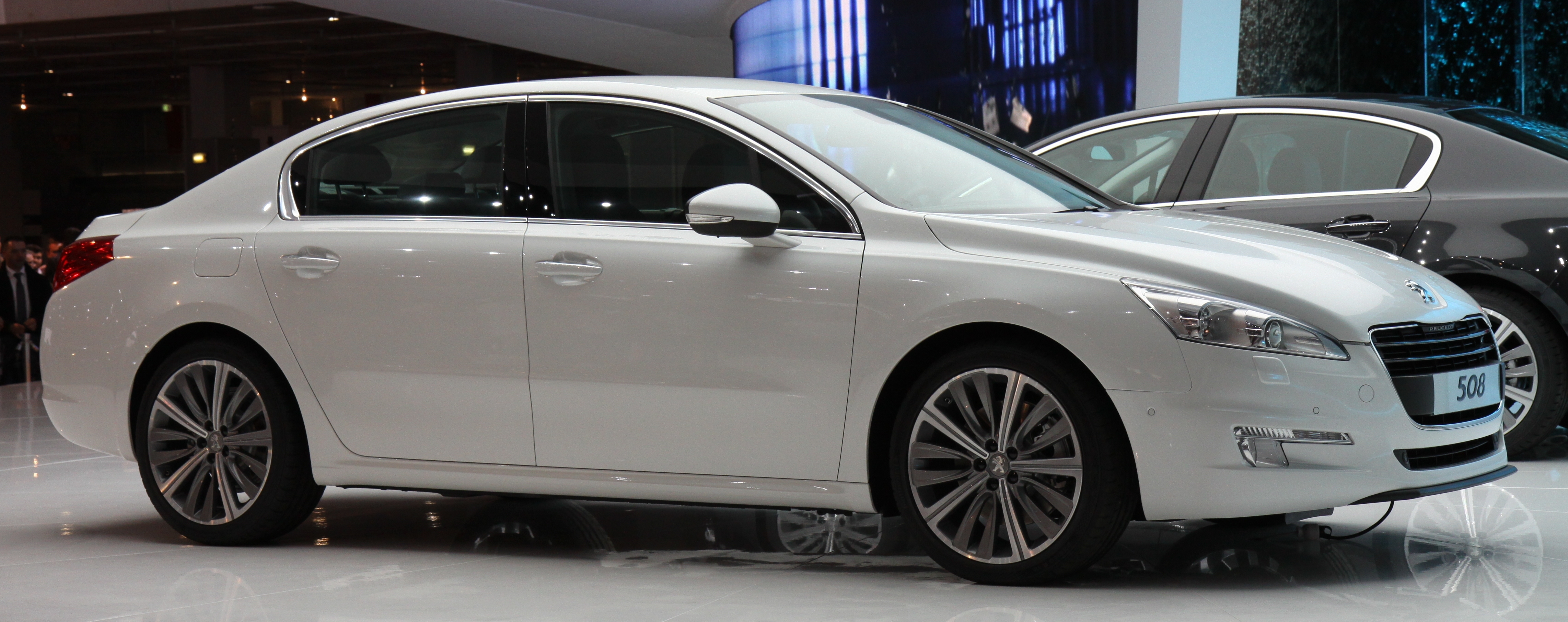
Peugeot 508 en el Salón del Automóvil de París de 2010
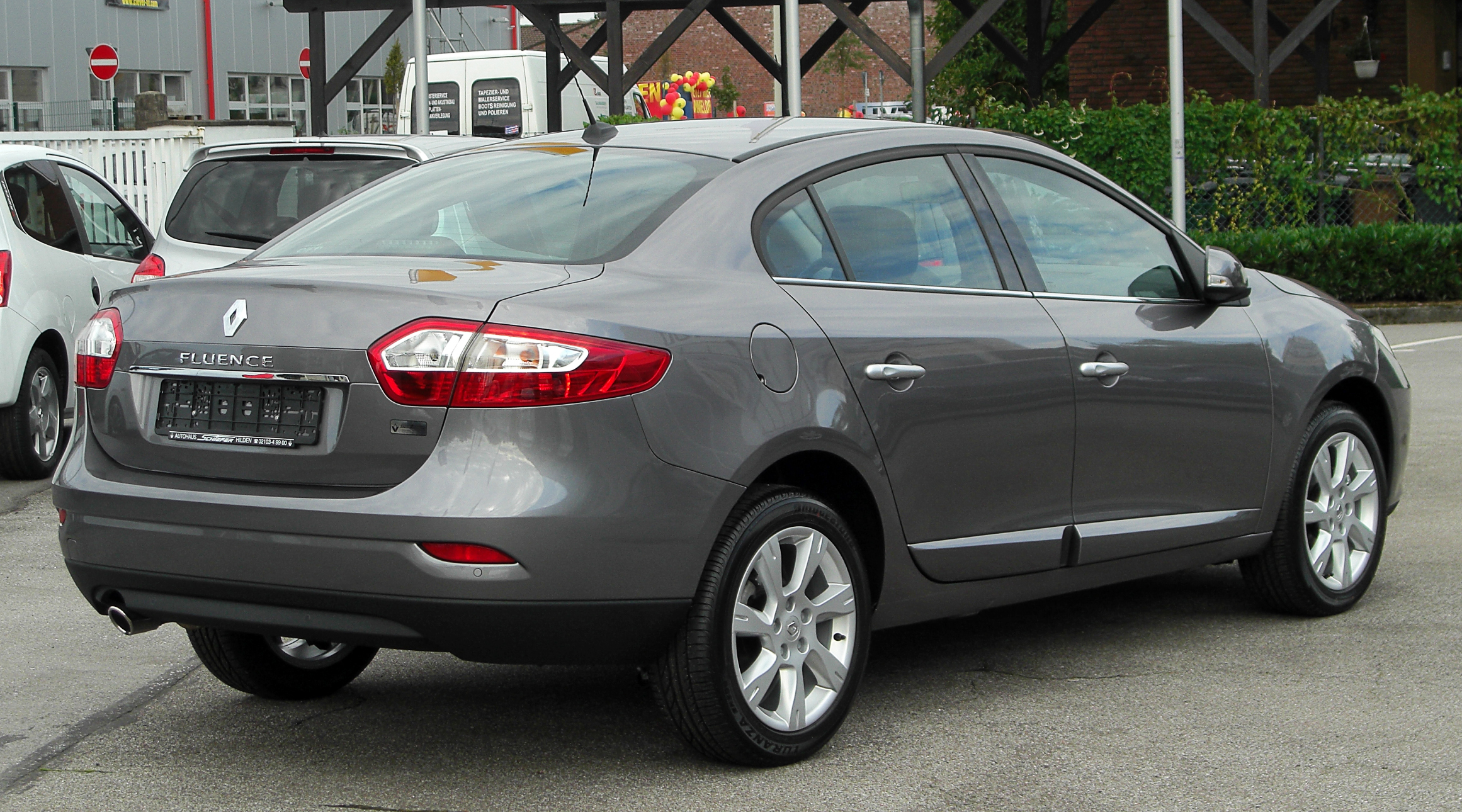
Vista trasera del Renault Fluence, basado en el compacto Renault Mégane
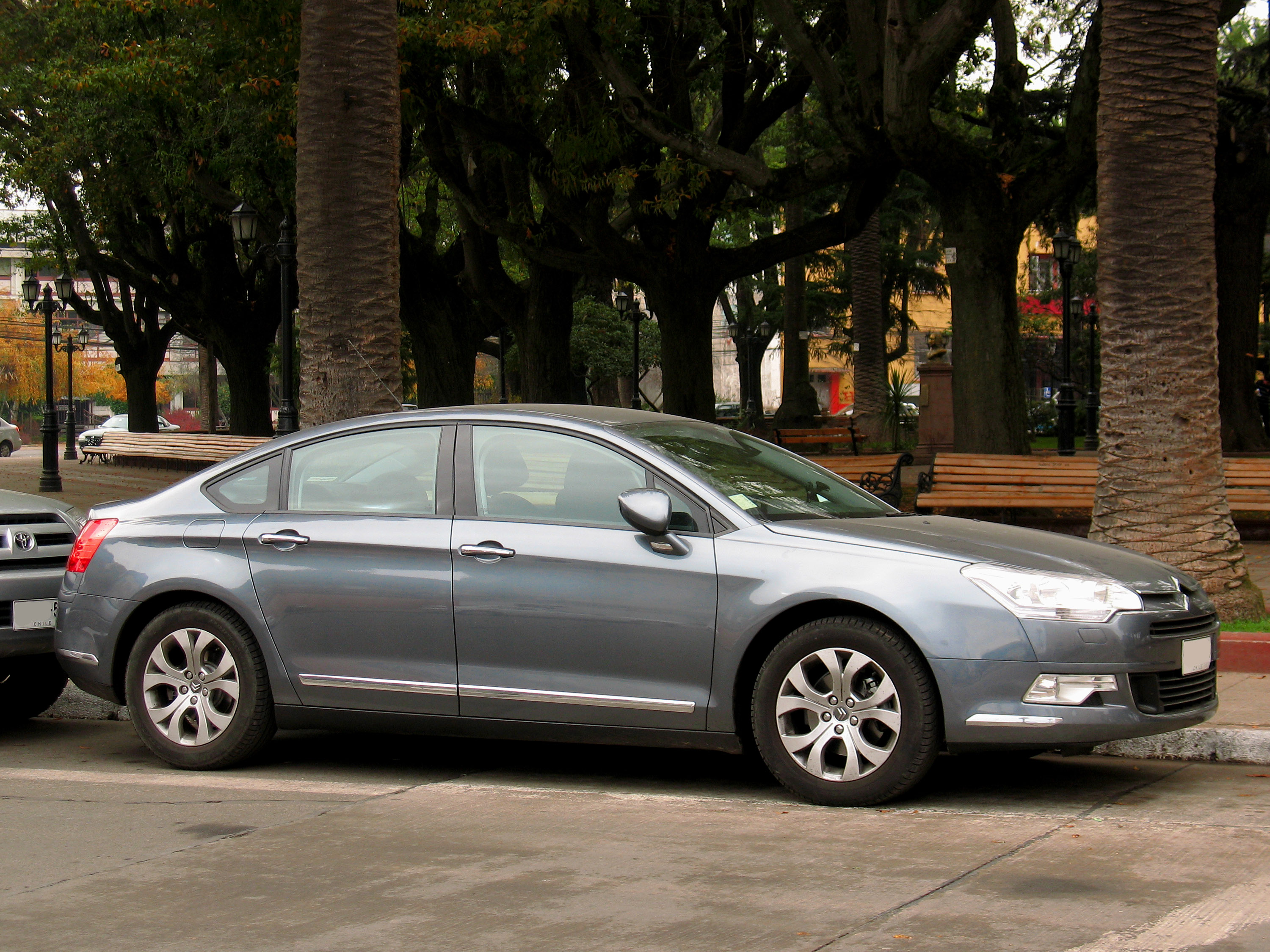
Citroën C5 2.0 de 2011
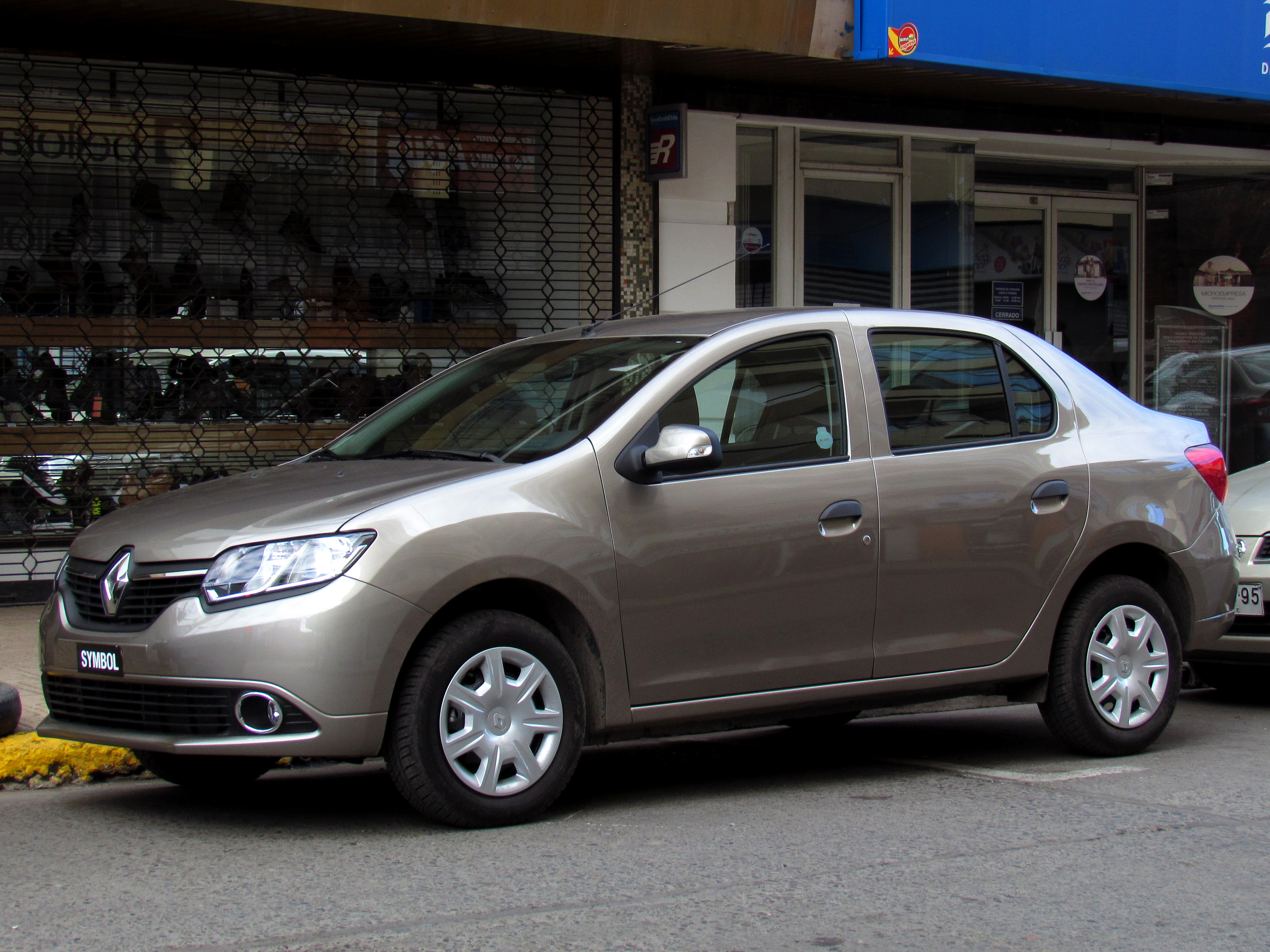
Renault Logan Symbol 1.6 Expression de 2014
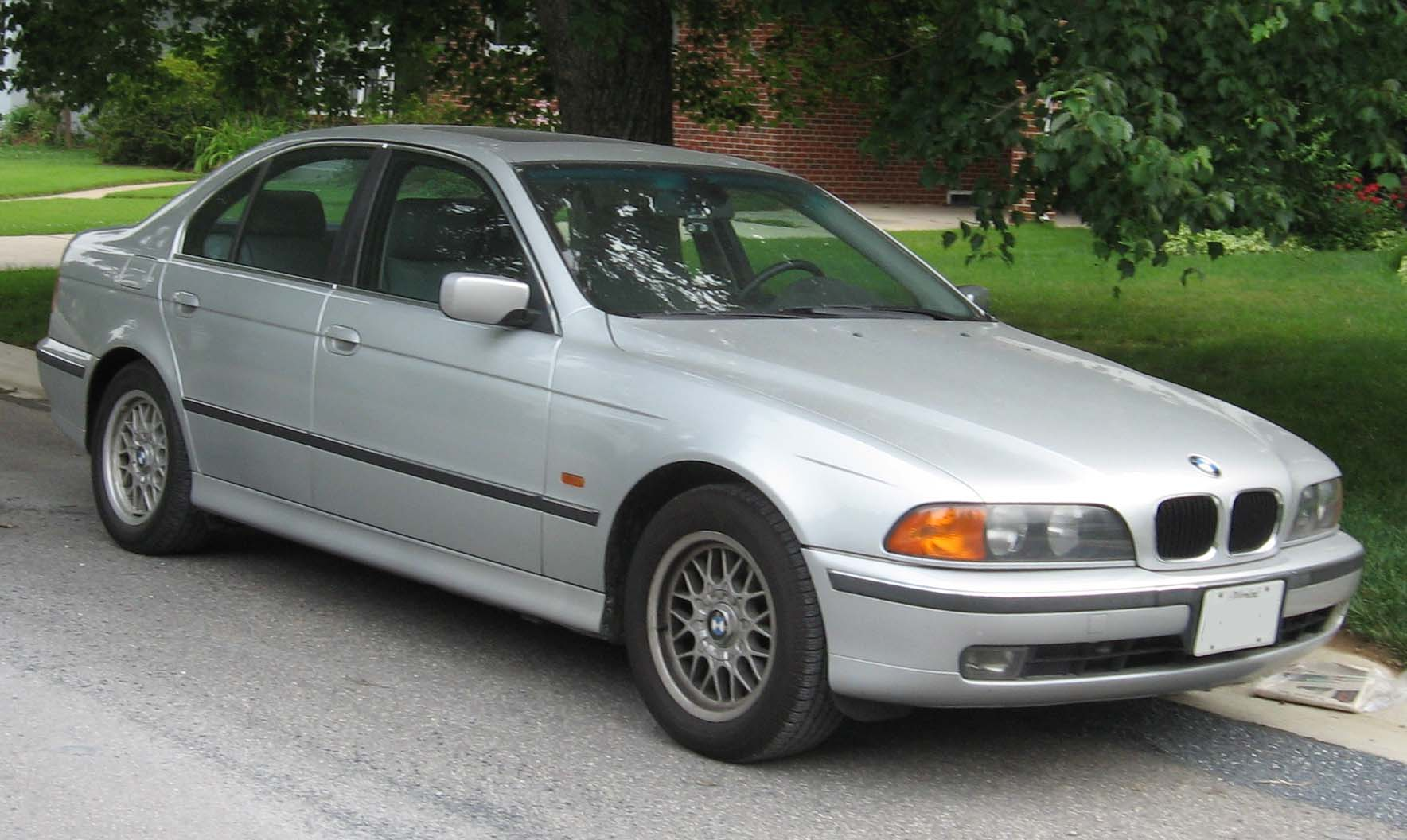
BMW 528i E39.
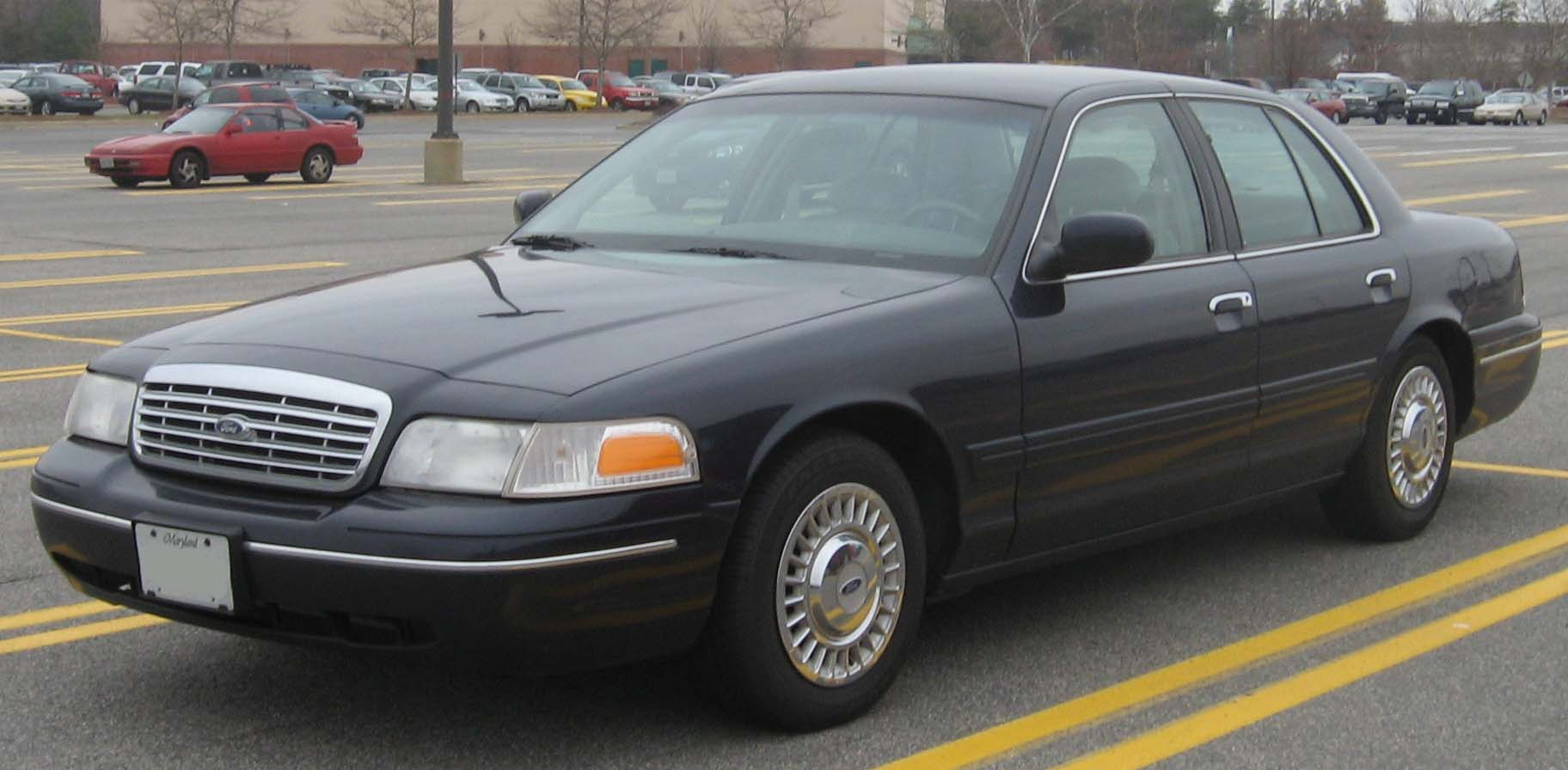
Ford Crown Victoria, uno de los más populares en los Estados Unidos